# Caladenia pumila
Caladenia pumila är en orkidéart som beskrevs av Richard Sanders Rogers. Caladenia pumila ingår i släktet Caladenia och familjen orkidéer. Inga underarter finns listade i Catalogue of Life.